# Antidotul
Antidotul (titlu original: Absolon) este un film post-apocaliptic, științifico-fantastic, thriller, produs în 2003. Povestea filmului se referă la o societate din viitor (din 2010) unde singura speranță pentru supraviețuirea față de un virus mortal este un medicament numit Absolon. Filmul a fost regizat de David Barto, în rolurile principale apar actorii Christopher Lambert, Lou Diamond Phillips și Kelly Brook.